# 太陰太陽暦
太陰太陽暦（たいいんたいようれき、英: lunisolar calendar）とは、太陰暦を基とするが、太陽の動きも参考にして閏月を入れ、月日を定める暦（暦法）のこと。

## 概説
紀元前の古代で行われていた暦は、その多くが月の満ち欠けの繰返しで成り立つ「太陰暦」であった。「太陰」とは空にある月のことである。しかし、29日または30日からなる「月」を12回繰り返して「一年」とする「太陰暦」では、一年が約354日であり、太陽暦の一年に比べて約11日短く、3年ごとに約1か月のずれとなる。このずれを放っておくと暦が季節と大きく食い違ってしまう。そこで太陽の運行を参考にしつつ「閏月」（うるうづき）という「月」を挿入し、1年を13か月にすることによって暦と季節のずれを正す方法が図られた。「太陰暦」に基づくが太陽暦の要素も取り入れている暦なので、閏月のない「太陰暦」と区別して「太陰太陽暦」という。ただし太陰太陽暦は「太陽暦」と対比して単に「太陰暦」とも呼ばれている。イスラームに関する事柄で「太陰暦」といえば閏月のない純粋太陰暦（ヒジュラ暦）を指す。日本において「太陰暦」とは、専ら太陰太陽暦のことをいう。
古代では天体を観測して閏月をいつ入れるかが決められた。後にメトン周期が発見されると、その原理に基づいて閏月を挿入する時期（置閏法）が決められるようになった。やがて古代ローマにおいてユリウス・カエサルが暦を太陽暦に切り替えた後は、ヨーロッパの多くの地域で太陽暦が用いられ、中世にはそれがグレゴリオ暦となり現在に至っている。
ヨーロッパでは太陽暦が広く用いられるようになった一方で、中国大陸や日本などの東アジアの地域では太陰太陽暦がそのまま公式に使われ続け、閏月を暦に入れるため二十四節気が用いられた。閏月の有無で1年の日数に差が出ることなどから、現在太陰太陽暦を正式に用いている国はないといわれるが、中国をはじめ日本を除くアジア全域では、太陰太陽暦に基づく新年（春節）が現在でも祝われている。日本では明治6年（1873年）から暦を太陽暦（グレゴリオ暦）に切り替え、以後は太陽暦が公式なものとして用いられている。

## 古代における暦の運用
人が最初に季節を知るための手がかりとしたのは、空の星であったといわれているが、さらに月の満ち欠けも日にちを数える手がかりとして使われ、この月の満ち欠けをもとに世界各地で「太陰暦」という暦が作られるようになった。
天体の月が最も欠けた状態を「朔」（さく）と言い、この「朔」から約15日たつと満月になる。これを「望」（ぼう）という。「望」からまた約15日たつと「朔」となる。この「朔」→「望」→「朔」の約30日間を「一か月」とし、これを12回繰り返すことで「一年」とする。「太陰暦」とは本来このようなものである。「朔」から「朔」へ戻る周期、すなわち「太陰暦」の一か月を「朔望月」という。この朔望月は暦の上では「30日」か「29日」のどちらかになる。そして後世「30日」は「大の月」、「29日」は「小の月」と呼ばれている。一年のうちで「30日」と「29日」になる順番は年ごとに変わる。
しかしこの「太陰暦」をこのまま使うには問題があった。季節が暑くなったり寒くなったりする時期は、地球が太陽を1周する日数（太陽暦の一年）の間で決まる。しかし「太陰暦」の一年は、地球が太陽を1周する日数よりも約11日短い。これをこのまま使えば暦と季節はずれを生じ続け、たとえば暦の上では春のはずが実際の季節はまだ真冬ということになりかねない。そこでこうしたずれを防ぐため、「太陰暦」の1年を13か月にする方法が多く取られた。1年の日数を1か月分増やすことによって、暦を遅らせたのである。そして再び暦と季節がずれを起こせば、また1年を13か月にする。本来の12か月のほかに挿入された「月」のことを「閏月」と呼び、「○月」の次の月を閏月にする場合は、その月のことを「閏○月」と呼ぶ。
世界で最も古くから「太陰暦」を用いていたのは、メソポタミア文明をつくったシュメール人であるが、彼らが暦と季節のずれをどのように正していたのかは明らかではない。紀元前2000年ごろのバビロニアでは太陰太陽暦を用いていたが、暦と季節のずれに対しては当初、適当に日や閏月を足して済ませていた。やがてバビロニア人は、19年のあいだに7回、閏月を暦に入れるとほぼ誤差なく暦を運用できるメトン周期の原理に気付き、これに沿って閏月を暦に入れるようになった。メトン周期とは、地球が太陽の周りを19回めぐる日数（太陽暦の19年）は、月の満ち欠けによる235か月（太陰暦の19年と7か月）の日数とほぼ等しいというものである。「メトン」とはバビロンでこの原理を知りギリシアに持ち帰った天文学者メトンの名に由来する。
このメトン周期の原理は世界各地でも知られるようになり、古代中国でも殷の時代には天体を観測して暦と季節のずれに注意し、閏月が必要になれば十二月の次にひと月たして13か月にしていたが、春秋時代にはメトン周期の原理に基づいて閏月を暦に置いている。古代ギリシアで使われた暦も、暦法にこのメトン周期の影響を受けたといわれる。
なお新バビロニア王国の暦法はバビロン捕囚中のユダヤ人に受け継がれ、現在のユダヤ暦に引き継がれている。しかしイスラム教が広まった地域では、公式な暦としては純粋太陰暦であるヒジュラ暦が、準公式・非公式な暦としては太陽暦（イラン暦、ルーミー暦など）が用いられるようになり、ユダヤ人社会を除く西アジアで太陰太陽暦が用いられることはなくなっている。

## 天体観測と暦の修正
「太陰暦」において暦と季節のずれを正すには、空の月以外のものを見なければならないが、それは同じく空にある太陽や星の位置によってであった。人々はまず季節を知る手がかりとして、自らが住む場所で見る星の位置や、その星の見える時期を以って今がいつごろの季節なのかを判断した。さらに太陽も季節の変わり目を知る手がかりとなった。夏は日が長く、冬は日が短いが、一年のうちで最も日の長いのはいつか、最も日の短いのはいつかといったことを、長い年代をかけて見出していったと見られる。それがのちに「夏至」や「冬至」といわれるようになり、また昼と夜の時間が同じになる頃は「春分」や「秋分」と呼ばれている。そして「太陰暦」に起こる暦と季節のずれを正すために、これら天体の観測が利用された。メトン周期の原理も、こうした天体観測を重ねてわかったことである。また太陽と星の観測はやがて二十四節気を生み出し、これが太陰太陽暦に用いられることになる。
『書経』の「堯典」には中国神話に登場する伝説の帝・堯が、四方の神ともいわれる義氏と和氏に対して、日の長さと星の見える時期により、暦を定め国土を治めるよう命じたとされている。その暦に関わる箇所のみを抜き出せば以下の通りである（対訳が続く）。
日中、星鳥、以殷仲春

〔中略〕

日永、星火、以正仲夏

〔中略〕

宵中、星虚、以殷仲秋

〔中略〕

日短、星昴、以正仲冬

〔中略〕

朞三百有六旬有六日、以閏月定四時、成歳
昼と夜が同じ長さで、鳥の星が夕暮れの空に見えたら春分とせよ

〔中略〕

日が長く、火の星が空に見えたら夏至とせよ

〔中略〕

夜と昼が同じ長さで、虚の星が見えたら秋分とせよ

〔中略〕

日が短く、昴の星が見えたら冬至とせよ

〔中略〕

一年の日数を三百六十六日とし、閏月を入れて暦が四季と合うように定めよ
これらは日の長短と「鳥」「火」「虚」「昴」という星々を観測することにより、春分・夏至・秋分・冬至それぞれの日を定めるとしている。これらの星の観測は紀元前2000年前後にまでさかのぼるが、「朞三百有六旬有六日」云々のくだりは一年を366日としていることから、後世の知識が入っているとされている。『淮南子』天文訓には二十四気（二十四節気）について、十五日を経て空の星を見ることで、「冬至」をはじめとする二十四気の日がわかるとしている。
古代バビロンとインドの太陰太陽暦は、二十四節気ではなく黄道十二宮によって閏月を暦に入れている。バビロンではセレウコス朝以後（紀元前312年以降）にメトン周期の原理が用いられたが、それより前の暦ではこの黄道十二宮に基づいて太陽の位置を計算し、閏月を暦に置くことがあった。

## 太陽暦への切替え
古代ローマの暦は当初、春を年初として朔望月に基づく10か月を定め、あとは適当に日数を加えて一年とする運用をしていたが、紀元前8世紀の頃には一年を12か月355日とする太陰太陽暦が用いられるようになった。しかし毎年コンスルが交代する共和政のローマ社会では、政治家や神官が暦を政争の具とし、日にちや閏月の挿入を恣意的に繰り返した。その結果、ユリウス・カエサルがローマで権力を手にした頃には、暦が実際の季節から3か月もずれるという事態になっていた。そこでカエサルは紀元前46年、天文学者ソシゲネスの意見に従ってこの年の日数を445日にまで引き伸ばし、翌紀元前45年から暦を朔望月に拠らない太陽暦に移行させた。これがユリウス暦である。この暦は一年を約365日とし、四年に一度、二月に閏日を入れるなど、現行で使われる太陽暦の原型となるものであった。
その後、ローマ帝国領で発展したキリスト教でもユリウス暦を採用することになった。しかし新約聖書に記されるイエス・キリスト復活の日は、太陰太陽暦であるユダヤ暦に基づくので、キリスト教最大の祝祭である復活祭を行うためには、太陽暦のユリウス暦だけではどうしても不足があった。そこでユリウス暦をもとに春分の日を3月21日に「固定」した上で、月の朔望を考慮し春分直後の満月の日を計算することにより、復活祭の日付を算出した。この計算方法をエパクトと言い、教会暦の不可欠な要素として組み込まざるを得なかった。その意味で現在のグレゴリオ暦に至るヨーロッパの暦は、宗教面では太陽暦と太陰太陽暦の二重構造となっている。
なおユリウス暦は中世ヨーロッパの時代に至って暦法に問題ありとされ、1582年、ローマ教皇グレゴリオ13世の名のもとに改暦が行われた。これがグレゴリオ暦であるが、当時プロテスタントを信仰する国ではカトリックに対する反発から、グレゴリオ暦をなかなか受け入れようとはせず、イギリスもグレゴリオ暦に改めたのは1752年にもなってからであった。これは正教会が布教を行う地域でも同様で、ロシアやルーマニアでは1910年代まで、ギリシャは1924年までユリウス暦を用いている。
こうしてヨーロッパの地域ではユダヤ暦を除いて太陽暦が広く用いられることになったが、東アジア地域では近代に至るまで閏月の入る太陰太陽暦が公式に使い続けられた。

## 中国の太陰太陽暦
中国大陸でも有史以来、朔望月による「太陰暦」が使われ、暦と季節のずれを正すための閏月が暦に入れられた。メトン周期の原理が知られるより前には、暦にいつ閏月を入れるかについては冬至を基準にして定めることがあった。冬至の日を一年の日数の始まりとし、冬至が含まれる月を決めておく（後代では冬至がくるのは十一月としている）。そして暦をそのまま使い続けると、「太陰暦」の一年は冬至がふたたび来る日数（太陽暦の一年）より短いので、その決められた月に冬至が来なくなる。そこでその年を閏月の入る年にして、年末に閏月を置き一年を13か月とした。冬至がいつ来るかの判断は天体の観測による。中国では古来より冬至が暦の基準として重んじられており、これはのちの時憲暦にも受け継がれている。
やがて中国でメトン周期が知られるようになると、この原理に従って19年の間に7回、閏月を置くようになった。これを「章法」という。しかし「太陰暦」の19年と7か月は、じつはわずかながら地球が太陽を19回まわる日数（太陽暦の19年）より長い。たとえわずかでも長年にわたってそのまま暦を使い続ければ、暦と季節のあいだに大きなずれを生むことになる。それに気付いた当時の人々は、暦に閏月の入る割合を減らすことで対処した。これを「破章法」という。
ただし上で述べた閏月の入れ方だと、年によってはひと月も暦が実際の季節からずれることがあった。そこで暦に二十四節気が用いられた。二十四節気は地球が太陽を1周する日数を24等分、約15日毎に分けたもので、約15日ごとに「立春」をはじめとする名称を付け、節気（正節）と中気が交互に来るようにしている。その二十四節気を実際の季節の目安としたのである。
そしてさらに、二十四節気の中気で以って閏月を入れるかどうかを決めるようになった。正節（節気）から次の正節までの間を節月という。節月は約30日であり、朔望による1か月よりも長い。よって暦と季節とのずれが蓄積されてゆくと、中気を含まない月が生じることになる。この中気を含まない月を閏月とし、また月名もその月に含まれる中気によって決め、例えば「雨水」を含む月を「一月」（正月）とした。この暦法によって閏月を年末ではなく年中に置き、暦と季節のずれもおおむね半月程度に抑えることが出来るようになった。月名と節気・中気の組合せは以下の通りである。
| 月名 | 一月 | 二月 | 三月 | 四月 | 五月 | 六月 | 七月 | 八月 | 九月 | 十月 | 十一月 | 十二月 |
| ---- | ---- | ---- | ---- | ---- | ---- | ---- | ---- | ---- | ---- | ---- | ------ | ------ |
| 節気 | 立春 | 啓蟄 | 清明 | 立夏 | 芒種 | 小暑 | 立秋 | 白露 | 寒露 | 立冬 | 大雪   | 小寒   |
| 中気 | 雨水 | 春分 | 穀雨 | 小満 | 夏至 | 大暑 | 処暑 | 秋分 | 霜降 | 小雪 | 冬至   | 大寒   |

中国大陸では幾度となく改暦を経ながらも、太陰太陽暦が長らく公式に使われてきたが、宣統3年（1911年）、南京に中華民国臨時政府が起り、この年の11月13日を以って暦を太陽暦（グレゴリオ暦）に改め、1月1日とした。しかし太陰太陽暦を古来より使い続け生活してきた一般民衆にとっては、そう簡単に太陽暦へ暦を切替えることはできず、太陽暦はなかなか普及しなかった。その後紆余曲折を経て太陽暦が公式の暦として定まるようにはなったが、中国では現在も太陽暦のほかに、「春節」と称して太陰太陽暦（時憲暦）に基づく新年が祝われている。

## 日本の太陰太陽暦

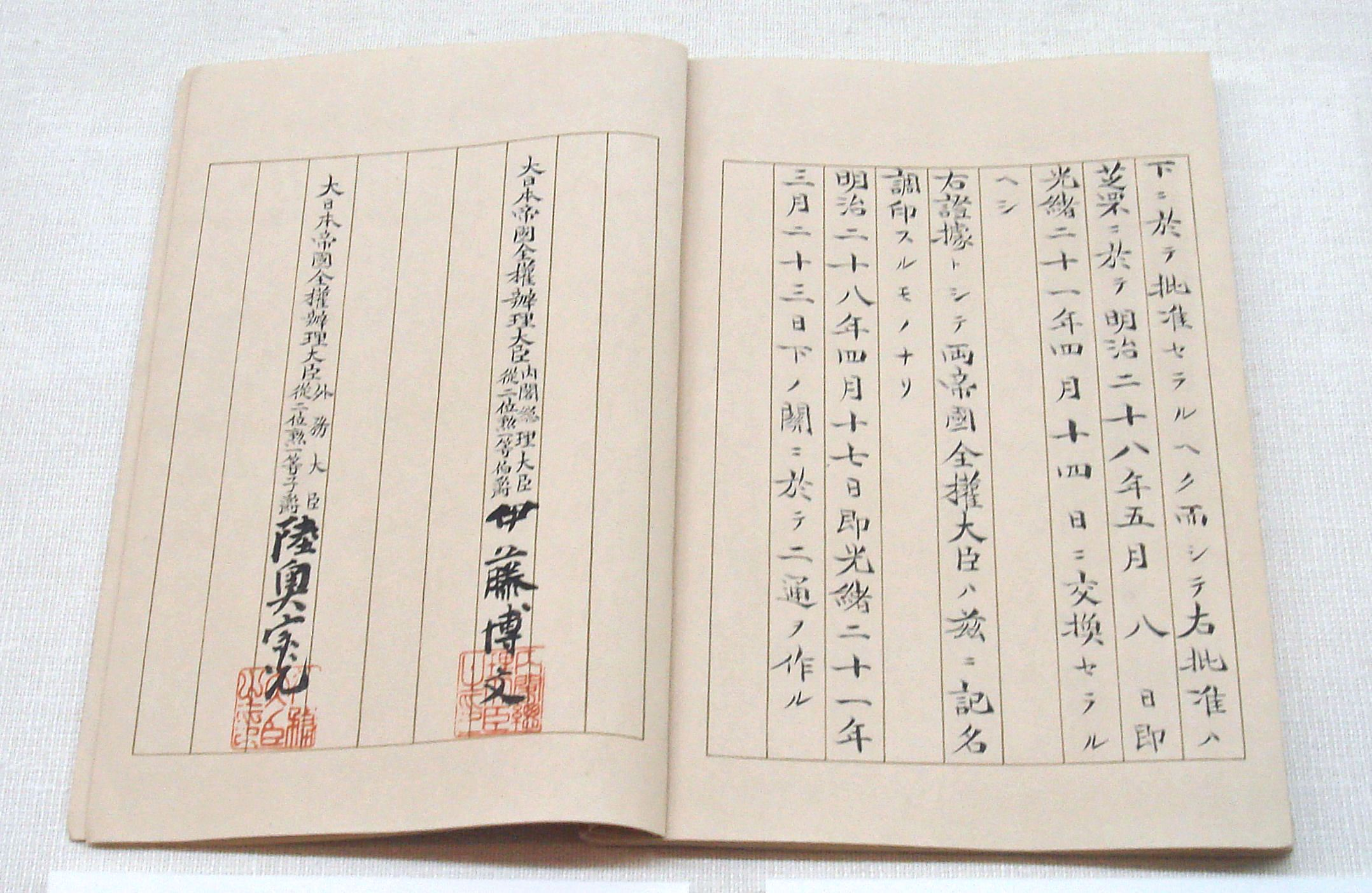
西暦1895年に締結された下関条約の調印書。見開き右頁の最後に記された締結日は、既にグレゴリオ暦を導入していた日本の日付が「明治二十八年四月十七日」となっているのに対し、太陰太陽暦（時憲暦）を採用していた清国の日付は「光緒二十一年三月二十三日」となっている。

日本では飛鳥時代の元嘉暦以来、中国王朝が制定した暦（中国暦、日本では漢暦とも呼称）をそのまま導入し和暦として使用した。しかし貞観4年（862年）に導入された宣明暦への改暦以後、およそ800年あまりにもわたって宣明暦を使用し続けた結果、江戸時代のはじめには太陽の運行予測に約2日のずれが生じていた。宣命暦の暦法による太陽暦の一年は実際よりもごくわずかに長く、そのごくわずかな違いが800年余りの時を経て積み重なったことにより、約2日の遅れとなっていたのである。
そこで貞享元年（1685年）10月、渋川春海の意見により、ようやく日本独自の太陰太陽暦
への改暦が実現した。それが貞享暦である。ベースは中国の授時暦で、頒暦はその翌年の貞享2年（1686年）であった。以来、貞享暦（貞享2年 - 宝暦4年）、宝暦暦（宝暦5年 - 寛政10年）、寛政暦（寛政10年 - 天保14年）、天保暦（天保15年〈弘化元年〉 - 明治5年）と、独自の太陰太陽暦の使用が続けられてきた（日本で過去に使用された暦法については後節「日本で使用された暦」も参照）。しかし明治5年（1872年）11月、政府より太陰太陽暦から太陽暦に切替える旨の太政官布告が発せられ、同年12月2日（天保暦の日付）の翌日を、グレゴリオ暦に基づいて明治6年（1873年）1月1日としたことで、天保暦はその歴史に幕を閉じた。
なお1873年以降、天保暦の暦法による太陰太陽暦は「旧暦」と呼ばれ、現在でも神宮暦やカレンダーに記されることがあるが、これらは何ら公的な裏付けのない暦法であることに注意すべきである。

## 定気法の採用
中国では古来より閏月の入る太陰太陽暦が用いられてきたが、清朝の時代から始まった時憲暦では、それまでとは違う閏月の入れ方をするようになった。時憲暦が二十四節気を定める方法に「定気法」を用いたためである。
二十四節気を定める方法には、「恒気法」と「定気法」のふたつがある。
- 恒気法 - 地球が太陽を1周する日数（太陽暦の一年）を24等分し、これに冬至をはじめとする二十四節気をほぼ15日ごとに当てはめる。中国では時憲暦より以前に使われた方法。
- 定気法 - 地上から見える太陽の位置に基づき太陽暦の一年を24に区切り、これに冬至をはじめとする二十四節気を当てはめる。要するに実際の太陽の動きに合わせて二十四節気それぞれの日を定めている。

なお地球上から見た太陽が空をわたる軌道を「黄道」と言うが、地球が太陽の周りをめぐる速度は一定では無い、すなわち黄道上を動く太陽の速度は一定ではないので、定気法に基づく節気・中気の日数の間隔は一定しない。定気法において二十四節気を定める基準とは、「地上から見た太陽の位置が黄道上のどこからどこまで移動するか」であり、その移動にどれだけの日数や時間がかかるかということではないからである。ゆえに定気法に基づく二十四節気は、ひと月分の中気から中気までの日数が、季節により約2日の幅で延びたり縮んだりする。それはたとえば以下のように、一般に出回っている太陽暦のカレンダーから中気とその日付を抜出し、並べてみてもうかがえる。現在の日本のカレンダーに記される二十四節気は定気法によるものである。
| 中気 | 日付               | 次の中気に至るまでの日数 |
| ---- | ------------------ | ------------------------ |
| 冬至 | （2015年）12月22日 | 30日                     |
| 大寒 | （2016年）1月21日  | 29日                     |
| 雨水 | （2016年）2月19日  | 30日                     |
| 春分 | （2016年）3月20日  | 31日                     |
| 穀雨 | （2016年）4月20日  | 30日                     |
| 小満 | （2016年）5月20日  | 32日                     |
| 夏至 | （2016年）6月21日  | 31日                     |
| 大暑 | （2016年）7月22日  | 32日                     |
| 処暑 | （2016年）8月23日  | 30日                     |
| 秋分 | （2016年）9月22日  | 31日                     |
| 霜降 | （2016年）10月23日 | 30日                     |
| 小雪 | （2016年）11月22日 | 29日                     |

太陽が黄道上を移動すれば昼の長さも変わるので、定気法は春分や秋分の日などを正確に割出すことが出来る。それに対し恒気法は、基点とする冬至のほかは黄道の移動とは関わりなく、太陽暦の一年を24等分して定めたものなので、春分や秋分の日を正確にはあらわしていないことになる。このことから定気法は恒気法よりも、節気や中気の日付が正確に得られるとして時憲暦に用いられた。ところがこの定気法の採用が、閏月を暦に入れる上で混乱を招くことになった。
二十四節気による閏月の入れ方は、中気が決められた月に来るかどうかで決まる。しかし定気法で割出した二十四節気を用いると、中気がひと月のうちに節気を挟んでふたつも入ったり、また本来ならば閏月は二、三年に一度の割合で暦に入っていたのが、閏月を入れたその数か月後に再び閏月を入れる必要に迫られる（中気が決められた月に来ない）という現象を引き起したのである。これは上で述べたように、定気法では中気から中気への日数が約2日の幅で変化するのが原因であった。恒気法では節気･中気がほぼ15日おきに定まったことにより、こうした問題は起こらなかったのである。
よって従来からの閏月の入れ方は通用しなくなり、時憲暦では閏月の入れ方を新たに工夫しなければならなくなった。そして以下の手段が講じられた。
まず冬至を十一月の中気として定める。これは何があろうと冬至を含む月は十一月として動かさないということである。そして再び十一月が来るまでの間が13か月になったら、中気が来ない月を閏月とする。また中気が来ない月が二つ出来るようであれば、はじめの中気が来ない月だけを閏月とする。表を用いて解説すると以下のようになる。
| （番号） | （1）  | （2）  | （3） | （4） | （5） | （6） | （7） | （8） | （9） | （10） | （11） | （12） | （χ） | （14） |
| -------- | ------ | ------ | ----- | ----- | ----- | ----- | ----- | ----- | ----- | ------ | ------ | ------ | ----- | ------ |
| 月名     | 十一月 | 十二月 | 一月  | 二月  | 三月  | 四月  | 五月  | 六月  | 七月  | 八月   | 九月   | 十月   | 閏月  | 十一月 |
| 中気     | 冬至   | 大寒   | 雨水  | 春分  | 穀雨  | 小満  | 夏至  | 大暑  | 処暑  | 秋分   | 霜降   | 小雪   | 無し  | 冬至   |

表には便宜上（1）からはじまる番号を付けた。（1）の十一月から次の年の（14）の十一月に至る前までの月数は、通常ならば12か月〈（1）〜（12）〉である。しかし冬至から次の年の冬至へ至る日数（太陽暦の一年）よりも、朔望月による一年（太陰暦の一年）のほうが短いので、そのまま暦を使い続けると、冬至を含む月（14）がひと月分あとにずれて13か月〈（1）〜（χ）〉となる。そこで（2）から（12）までの各月で、決められた中気の来ない月を（χ）の閏月とする。要するに冬至を十一月に固定したことで、暦と季節のずれは（2）から（12）のあいだでどうにかするようになったのである。
日本では天保暦が、時憲暦と同じく定気法を用いている。日本の暦も天保暦より前の暦では恒気法であった。しかし天保暦も結局は、ひと月のうちに中気がふたつ入る例を作り、閏月も従来からの入れ方では通らなくなった。時憲暦と天保暦が定気法を採用したのは、いずれも当時の西洋天文学の影響による。広瀬秀雄は定気法の採用について、「暦法は規則性を尊ぶということを考えるなら、定気の採用は、暦法精神の退化を示すもの」と評している。

## 明治5年（1873年）以前の日本における日付の留意点
日本の歴史で明治5年（1873年）以前、すなわち明治4年（1872年）までの年については、グレゴリオ暦による西暦を単純に当てはめると不適切な場合がある。例えば寛永7年は、グレゴリオ暦では1630年2月12日から1631年1月31日までの間に当たり、寛永7年の年末はグレゴリオ暦で1631年となる。つまり太陰太陽暦における年末の時点で、西暦ではすでに新年（次の年）を迎えているので、日本の歴史上の出来事を西暦に当てはめる際には、グレゴリオ暦に留意すべきである。
赤穂浪士の討ち入りの日は、文献上「元禄15年（1702年）12月14日」とされているが、同年12月はグレゴリオ暦における1703年の1月〜2月に当たるので、1702年とするのは不適切である。また、同年12月14日はグレゴリオ暦の日付では1月30日にあたるが、討ち入りした時には既に深夜0時を過ぎていたので、討ち入りは1月31日未明の出来事になる。よって赤穂浪士の討入りの日付を文献史料などに記載する場合には、「元禄15年12月14日（1703年1月31日）未明」とするのが最も適切である。

## 太陰太陽暦に基づく暦法

### 世界各地の暦
- 中国暦
- チベット暦
- バビロニア暦
- ユダヤ暦
- ギリシア暦
  - アッティカ暦
- ローマ暦
- マケドニア暦
- ヒンドゥー暦

### 日本で使用された暦
- 元嘉暦
- 儀鳳暦（麟徳暦）
- 大衍暦
- 五紀暦
- 宣明暦
- 貞享暦
- 宝暦暦
- 寛政暦
- 天保暦 - 現在、「旧暦」として言及される。